# Histoire Québec (revue)
Histoire Québec est un magazine québécois, de vulgarisation consacré à l'histoire du Québec, ses régions, ses villes, ses familles, son architecture, ses archives, etc. et fondé en 1971. Publié originellement sous le titre Québec-histoire, il est publié, depuis 1995, sous son titre actuel par la Fédération Histoire Québec.

## Histoire de la revue
Sous la direction de Maurice Marquis, la revue Québec-histoire est fondée en 1971 pour répondre aux souhaits exprimés par la Fédération des Sociétés d'histoire du Québec dès mai 1966. Le lancement officiel de la revue a lieu le 3 avril 1971 à l'Auberge du Vieux-Saint-Gabriel à Montréal.
En 1971 et 1972, la revue est accompagnée d'un supplément : le bulletin de la Fédération des sociétés d'histoire du Québec. Décrite comme une revue populaire illustrée, elle paraît alors six fois par année.
En 1993, l'un des rédacteurs de la revue Québec-histoire, le notaire Rodolphe Fournier, a été honoré par la Fédération Histoire Québec par la création d'un prix à son nom pour faire la promotion de la recherche en histoire sur le notariat et sur l'utilisation des actes notariés dans les sciences historiques.
En 1995, la revue adopte un format de magazine et change de nom pour devenir Histoire Québec. Elle est alors publiée par la Fédération Histoire Québec à travers sa maison d'édition, les Éditions Histoire Québec. Le premier numéro de cette nouvelle mouture (la numérotation recommence du début) paraît en juin, avec un dossier intitulé « De Kamouraska à Rimouski : un fleuve qui a fait un pays ». Il est alors tiré à 1500 exemplaires, alors qu'en 2008 ce nombre aura monté à 2500 exemplaires. De 1995 à 2016, Histoire Québec paraît trois fois par année, puis il devient trimestriel.
À partir de 2010, le magazine devient disponible sur Érudit. À partir de février 2015, Histoire Québec est plus largement distribué. En plus des abonnements, des exemplaires des numéros sont disponibles un peu partout dans la province auprès des sociétés d'histoire membres de la Fédération Histoire Québec, mais aussi dans 13 librairies indépendantes et dans la boutique du site web de la Fédération.
Depuis ses débuts en 2020, le projet de diffusion « Bagages culturels » de la Société de développement des périodique culturels québécois et d'Érudit propose dans sa sélection d'articles « axés autour des grands thèmes et mouvements phares qui ont influencé les paysages culturels du Canada et d’ailleurs » plusieurs articles du magazine Histoire Québec.

## Ligne éditoriale
Histoire Québec est consacré à la vulgarisation de l'histoire du Québec, ses régions, ses villes, ses familles, son architecture, ses archives, etc. Chaque numéro du magazine est consacré à un dossier thématique différent qui s'intéresse à une discipline, une époque, un événement, un secteur ou un enjeu particulier. Les numéros comprennent un éditorial, des entretiens et des articles, dont certains ont d'abord été publiés dans les bulletins des différentes sociétés d'histoire québécoises membres de la Fédération Histoire Québec. Certains numéros spéciaux sont consacrés aux actes des colloques organisés par la Fédération Histoire Québec.
Parmi les thématiques abordées, notons l'histoire des moulins, le notariat, les patriotes, Maurice Duplessis, Charlevoix, la mémoire, l'Acadie, le pouvoir, le 400e anniversaire de Québec, les transports, la guerre de 14-18, l'histoire des sciences, l'art, le patrimoine hospitalier, les couleurs, les autochtones, la muséologie, l'histoire des femmes ou la participation citoyenne.
Le magazine s'intéresse aussi aux initiatives de conservation du patrimoine culturel du Québec, par exemple la préservation de l’orgue et de l’église Très-Saint-Nom-de-Jésus.

## Comité de rédaction, contributeurs et contributrices
En 1995, lors du changement de nom de la revue, Gilles Boileau est alors directeur de la rédaction. Il sera suivi par Jeannine Ouellet qui reprend le titre jusqu'en 2012. MariFrance Charette lui a succédé de 2013 à 2023. Aujourd'hui, le rédacteur en chef est Jean Rey-Regazzi.
À l'occasion de thématiques et collaborations particulières, Histoire Québec bonifie son équipe de rédaction grâce à l'apport d'un comité spécifiquement consacré au numéro visé.